# Konstantinos Livanos
Konstantinos Livanos (* 23. Oktober 2000 in Chania) ist ein griechischer Bahnradsportler, der auf die Kurzzeitdisziplinen spezialisiert ist.

## Sportliche Laufbahn
Konstantinos Livanos stammt aus dem Ort Chania auf Kreta. 2018 wurde er dreifacher griechischer Junioren-Meister im Sprint, im Keirin und mit Vasileios Mavrigiannakis und Ilias Paterakis im Teamsprint. Im Jahr darauf konnte er diese drei Junioren-Titel erneut erringen. Zudem wurde er nationaler Meister im 1000-Meter-Zeitfahren der Elite.
Ebenfalls 2019 wurde Livanos in Gent Junioren-Europameister im Sprint sowie im 1000-Meter-Zeitfahren. Wenige Wochen später wurde er bei den Junioren-Bahnweltmeisterschaften in Frankfurt (Oder) zweifacher Junioren-Weltmeister im Sprint und im Keirin. Im selben Jahr wurde er erstmals nationaler Meister der Elite, im 1000-Meter-Zeitfahren. 2020 belegte er jeweils Platz bei den U23-Europameisterschaften Platz drei im Sprint sowie bei den Europameisterschaften im Teamsprint (mit Ioannis Kalogeropoulos und Sotirios Bretas). Bei den U23-Europameisterschaften wurde er Vize-Europameister im Keirin.

## Erfolge
2018
- Griechischer Junioren-Meister – Sprint, Keirin, Teamsprint (mit Vasileios Mavrigiannakis und Ilias Paterakis)

2019
- Junioren-Weltmeister – Sprint, Keirin
- Junioren-Europameister – Sprint, 1000-Meter-Zeitfahren
- Griechischer Meister – 1000-Meter-Zeitfahren
- Griechischer Junioren-Meister – Sprint, Keirin, Teamsprint (mit Vasileios Mavrigiannakis und Ilias Paterakis)

2020
- Griechischer Meister – Keirin
- U23-Europameisterschaft – Sprint
- Europameisterschaft – Teamsprint (mit Ioannis Kalogeropoulos und Sotirios Bretas)

2021
- Griechischer Meister – Sprint, Keirin

2023
- U23-Europameisterschaft – Keirin
- Griechischer Meister – Sprint, Keirin, 1000-Meter-Zeitfahren

2024
- Griechischer Meister – Sprint, Keirin

2025
- Griechischer Meister – Keirin, Zeitfahren